# Isotomurus gallicus
Isotomurus gallicus is een springstaartensoort uit de familie van de Isotomidae. De wetenschappelijke naam van de soort is voor het eerst geldig gepubliceerd in 2001 door Carapelli, Frati, Fanciulli & Dallai.